# Південно-Африканська Республіка
Південна Африка, офіційна назва — Півде́нно-Африка́нська Респу́бліка, абревіатура ПАР — держава на крайньому півдні Африки. Маючи населення 59 308 690 осіб, ПАР посідає 25-те місце за чисельністю населення у світі та 5-те в Африці. З площею 1 221 037 км² ПАР є 25 країною в світі та 10-ю в Африці (за площею). Південна Африка має три призначені столиці: адміністративну — Преторію, судову — Блумфонтейн та законодавчу — Кейптаун. Найбільше місто — Йоганнесбург. Близько 80 % південноафриканців — народи банту, поділені між різними етнічними групами, які говорять різними африканськими мовами. Решта населення складається з найбільших африканських спільнот європейського, азійського, індійського та змішаного походження.
З береговою лінією завдовжки 2798 км на Індійському та Атлантичному океанах, країна межує на півночі з Намібією, Ботсваною і Зімбабве, і на північному сході з Есватіні і Мозамбіком, а також містить анклав Лесото. Найпівденніша країна материка Старого Світу або Східної півкулі, і найнаселеніша країна, вся територія якої лежить на південь від екватора.
Південна Африка відома різноманіттям культур, релігій та мов. Одинадцять офіційних мов закріплені конституцією. Дві з цих мов мають європейське походження: африкаанс, мова, яка виникла на основі голландської, якою спілкується більшість білого та змішаного населення Південної Африки; англійська відображає спадщину британського колоніалізму і зазвичай використовується в громадському та комерційному житті, хоча є лише четвертою за вживаністю у країні. Країна одна з небагатьох в Африці, у якій не відбулося жодного державного перевороту, і регулярні вибори проводяться протягом майже цілого століття. Однак переважна більшість чорношкірих південноафриканців не мала права голосу до 1994 року.
Протягом XX століття чорношкіра більшість вимагала більшої кількості прав від панівної білої меншини, яка відігравала велику роль у новітній історії та політиці країни. Національна партія ввела апартеїд у 1948 році, інституціоналізуючи тим самим вже наявну расову сегрегацію. Після тривалої і часом жорстокої боротьби Африканського національного конгресу (АНК) та інших активістів проти апартеїду як усередині країни, так і поза нею, скасування дискримінаційних законів почалося в середині 1980-х років. Починаючи з 1994 року, всі етнічні та мовні групи займають політичне представництво в ліберальній демократії країни, яка включає парламентську республіку та дев'ять провінцій.
Південна Африка — країна, що розвивається і посідає 113-те місце в індексі людського розвитку, 7-ме місце в Африці. Світовий банк класифікує країну як новоіндустріалізовану, що має другий за величиною номінальний ВВП в Африці та 33-й за величиною у світі. Країна вважається середньою потугою в міжнародних справах і має значний регіональний вплив. Країна є членом G20. Однак злочинність, бідність та нерівність залишаються широко розповсюдженими: близько чверті населення є безробітними і живуть на менш ніж 1,25 долара США на день. Конституційна демократія у вигляді парламентської республіки. Член Африканського Союзу, Організації Об'єднаних Націй, НЕПАД, Співдружності Націй, Антарктичного договору, Групи 77, Південноафриканського митного союзу, Світової організації торгівлі, Міжнародного валютного фонду, G20 та G8+5.

## Географія

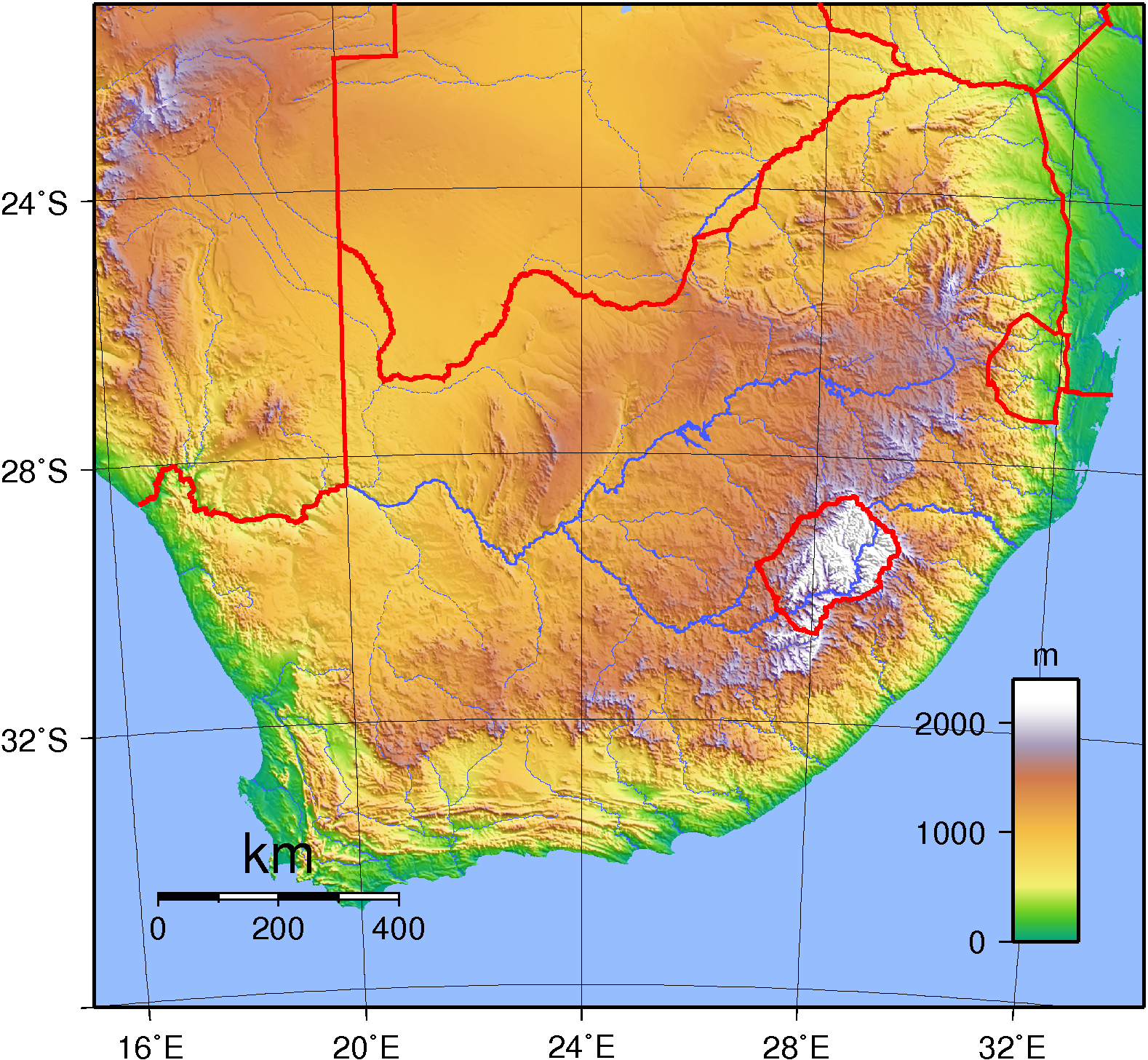
Топографічна карта ПАР

Держава знаходиться на крайньому півдні Африки, територія країни простягається з півночі на південь на 1408 км, а із заходу на схід — на 1625 км. На півночі межує з Намібією (спільний кордон — 920 км), Ботсваною (1840 км), Зімбабве (225 км); на північному сході — з Мозамбіком (490 км) й Есватіні (470 км). У межах території держави розташована держава-анклав — Лесото (909 км). На заході ПАР омивається водами Атлантичного океану (довжина узбережжя 872 км), а на півдні й сході — водами Індійського (2082 км).

### Рельєф

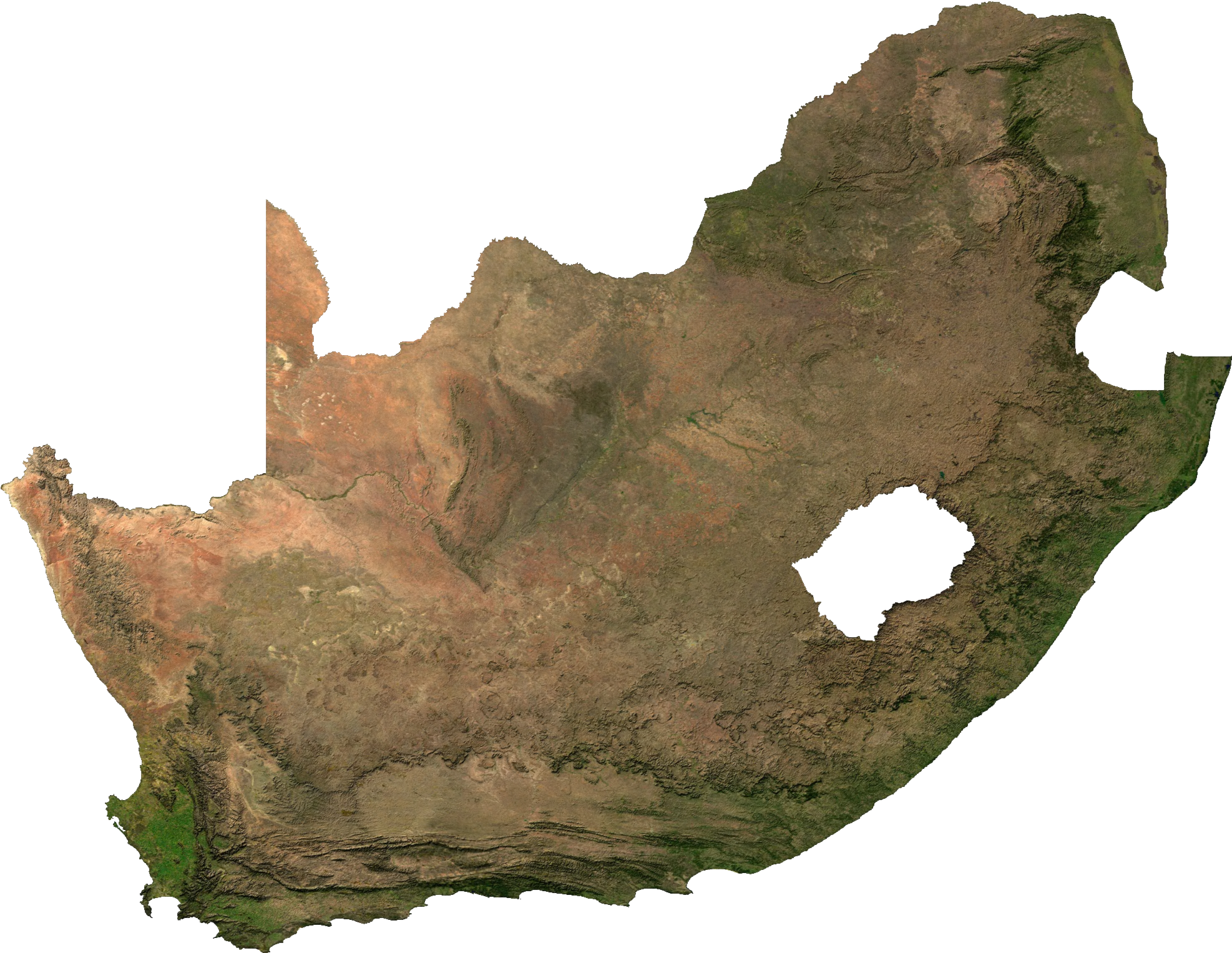
Територія країни з космосу

Територія ПАР займає півд. околицю південноафриканського плоскогір'я, крутий схил якого (т. зв. Великий Уступ) на сході обривається до вузької прибережної низовини, а на півдні — до западини Велике Карру, за якою розташовані Капські гори (вис. 2326 м). Найбільш різко уступ виражений на сході, де називається Драконовими горами (висота вершин понад 3000 м).
Розрізняють:
- Центральне плато має блюдцеподібну форму і складене горизонтально залеглими осадовими породами. Його центральна частина розташована на висотах близько 600 м над рівнем моря, а краї підняті на понад 1500 м. Поверхня плато переважно пологохвиляста, зі столовими горами, і химерними останцями, усіяними валунами, т. зв. коп'єс («голови»). Плато майже цілком дренують дві річки — Оранжева (з притокою Вааль) і Лімпопо.
- Великий Уступ — це гірська дуга протяжністю 2250 км, що підноситься над прибережними низовинами Південної Африки. Кожна частина тут має власну назву. Виділяються гори Камісберґе і Боккефелдберґе в Намакваленді; гори Роххефелдберґе і Комсберґе поблизу Сатерленда; хребет Нювефелдберґе поблизу Бофорт-Уеста; гори Коуефелдберґе (2130 м) і Сніуберґе (2504 м) над Графф-Рейнетом і гори Стормберґе на півночі від Куїнстауна. Великий Уступ досягає найбільших висот у Драконових горах біля східного кордону Лесото, де в декількох місцях є відмітки понад 3350 м. Найвища вершина ПАР — гора Нджесуті (Njesuthi) (3446 м) — розташована на самому кордоні з Лесото, а вершина Драконових гір Тхабана-Нтленьяна (3482 м) розташована в Лесото. У цьому районі Великий Уступ являє собою систему зубчатих контрфорсів і глибоких амфітеатрів.
- Намакваленд — дуже суха територія на заході Північно-Капської і Західно-Капської провінцій. Ця плоска платформа знижується від Великого Уступу у бік Атлантичного океану. Над її поверхнею часто підносяться гранітні останці і відособлені невисокі, але розчленовані гірські хребти. У приморських частинах платформа покрита могутнім покривалом галечників.
- Капський та Південний прибережний райони виділяються лінійними гірськими хребтами, що перемежаються з подовжніми долинами. Гори складені переважно осадовими породами і тягнуться в широтному напрямі через Західно-Капську і Східно-Капську провінції. Висоти піків бл. 1830 м над р. м. Плоскі днища долин заслані могутніми товщами алювію, що утворилися внаслідок руйнування навколишніх гір.
- Південно-Східний прибережний район розташований між Великим Уступом і Індійським океаном. Характерна поєднанням округлих горбів. Прибережна рівнина розвинена тільки на крайній півночі, поблизу кордону з Мозамбіком. Горби південно-східного узбережжя продовжуються північніше, в Трансваальському Низькому Велді.

### Клімат
Клімат тропічний і субтропічний. Проте в останній час[коли?] мають місце аномальні природні явища, наприклад, надзвичайно сильні снігопади.

### Внутрішні води
Головні річки: Оранжева (з притокою Вааль) і Лімпопо.

## Історія

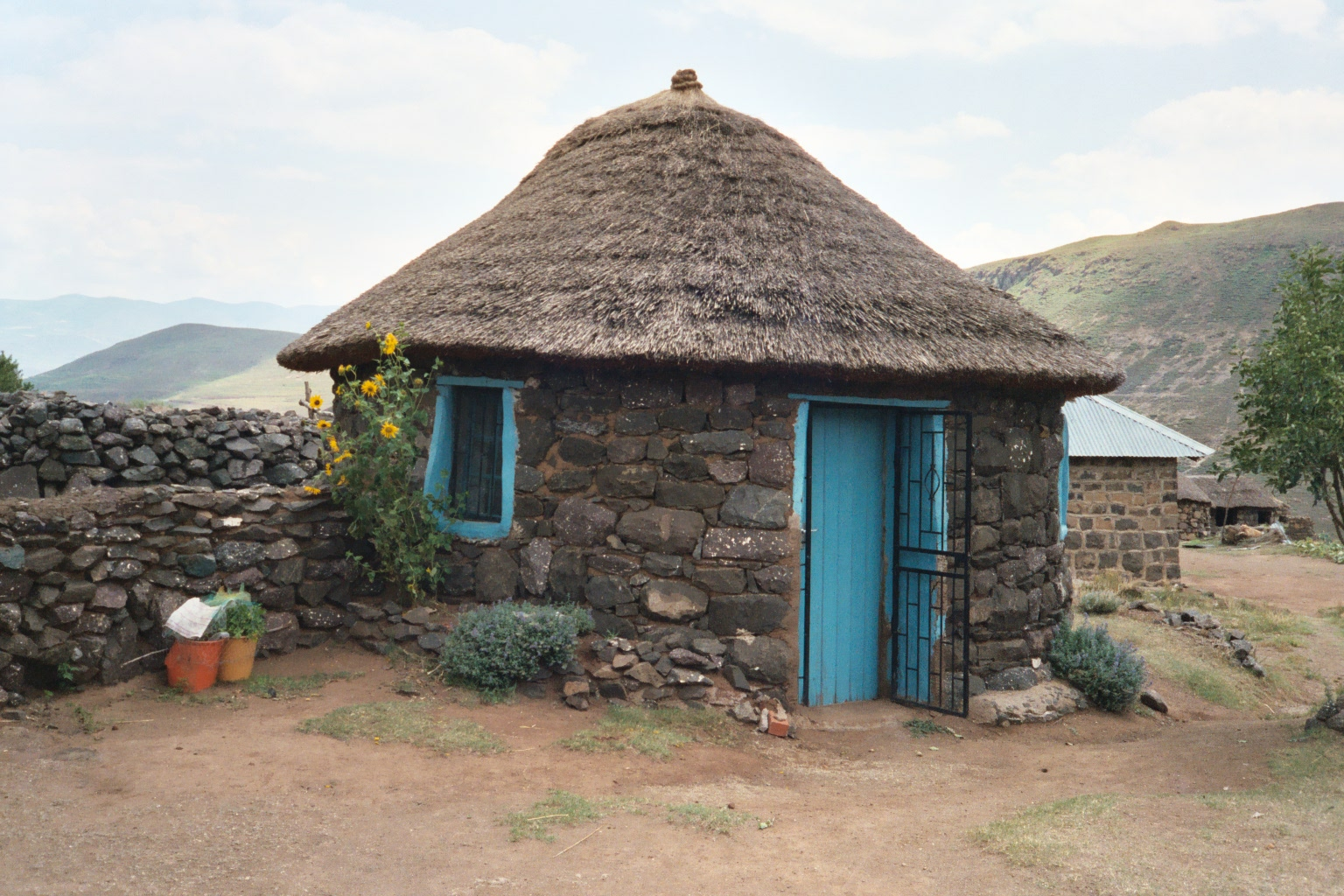
Рондавель — типове житло народів банту на території ПАР

Людина з'явилася на території країни ще в доісторичний час (про що свідчать знахідки в печерах біля Стеркфонтейну, Кромдраю і Макапансхату); проте надійних свідчень про ранню історію цього регіону дуже мало. До приходу племен банту (річки Лімпопо на півночі країни вони досягли в середині I тисячоліття нашої ери) ця територія була населена кочовими племенами кой-кой (готтентотів) і збирачами-бушменами (сан). Землероби-банту просувалися на південний захід, знищуючи або асимілюючи місцеве населення. Приблизно до 1050 року відносяться археологічні свідоцтва про їх присутність у теперішній провінції Квазулу-Наталь. До моменту прибуття європейців область мису Доброї Надії була заселена кой-кой, а банту (племена коса) досягли вже берегів річки Грейт-Фіш.

### Голландці і коса

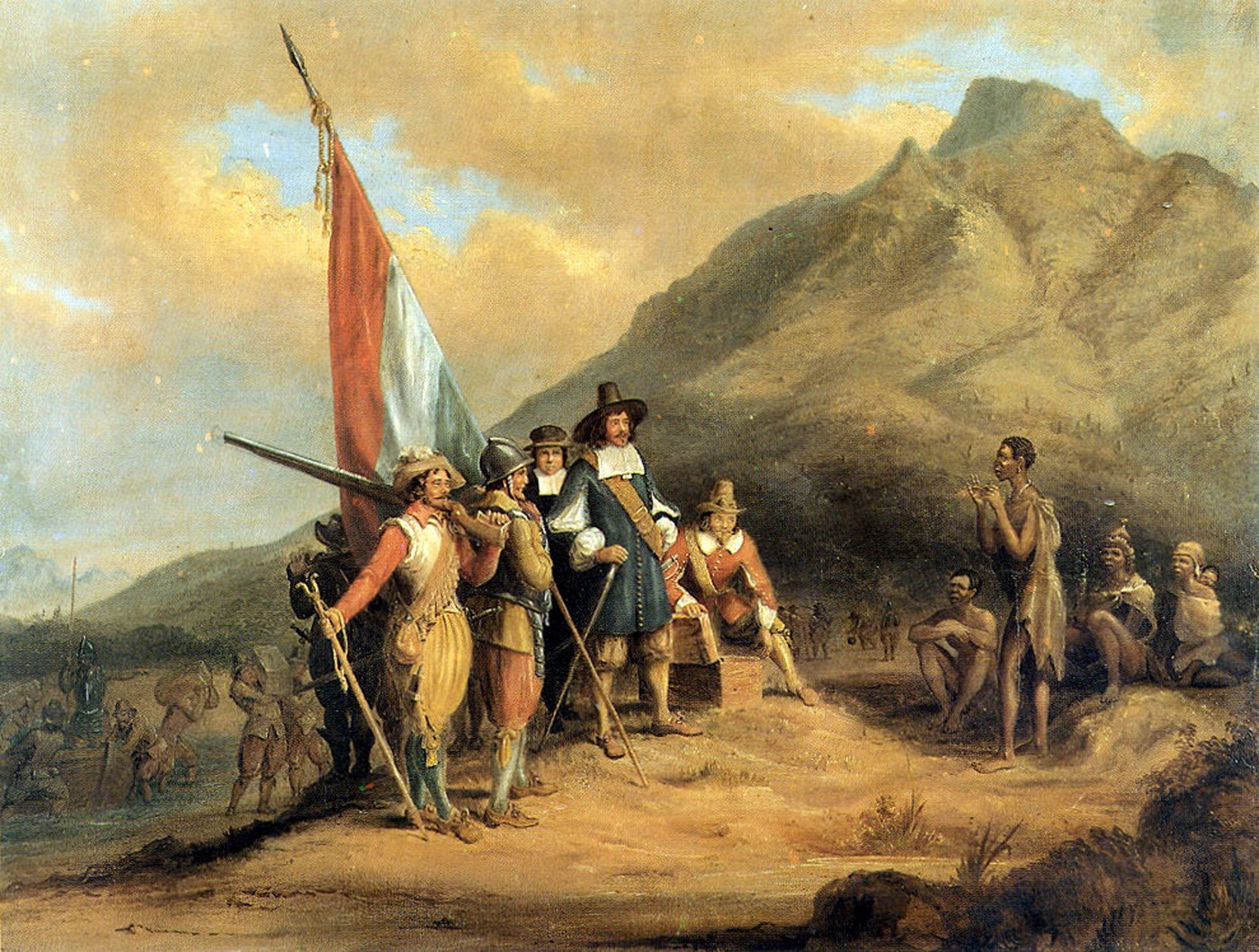
Прибуття Яна ван Рібека

Перша письмова згадка про постійне поселення європейців датується 6 квітня 1652 року, коли Ян ван Рібек від імені Голландської Ост-Індійської компанії заснував поселення на «мисі Штормів», що пізніше отримав назву «Доброї Надії» (сьогодні Кейптаун). У XVII та XVIII століттях у Південну Африку прибували колоністи з Нідерландів, а також французькі гугеноти, що рятувалися від релігійних переслідувань на батьківщині, та поселенці з Німеччини. У 1770-х роках колоністи зіткнулися з коса, що просувався з північного сходу. Почалася серія зіткнень, відомих як прикордонні («кафрські») війни, що були викликані в основному претензіями білих переселенців на землі африканців. У Капську колонію також звозилися раби з інших голландських володінь, а саме з Індонезії та Мадагаскару. Більшість рабів, а також автохтонне населення Капського регіону, змішалися з білими колоністами. Їх нащадки називаються «Капськими неграми» і тепер складають до 50 % населення в Західнокапській провінції.

### Британська колонізація
У 1806 році Велика Британія зайняла Кейптаун для того, щоб він не потрапив у руки Наполеона, а також забезпечити контроль над важливими маршрутами далекосхідної торгівлі.

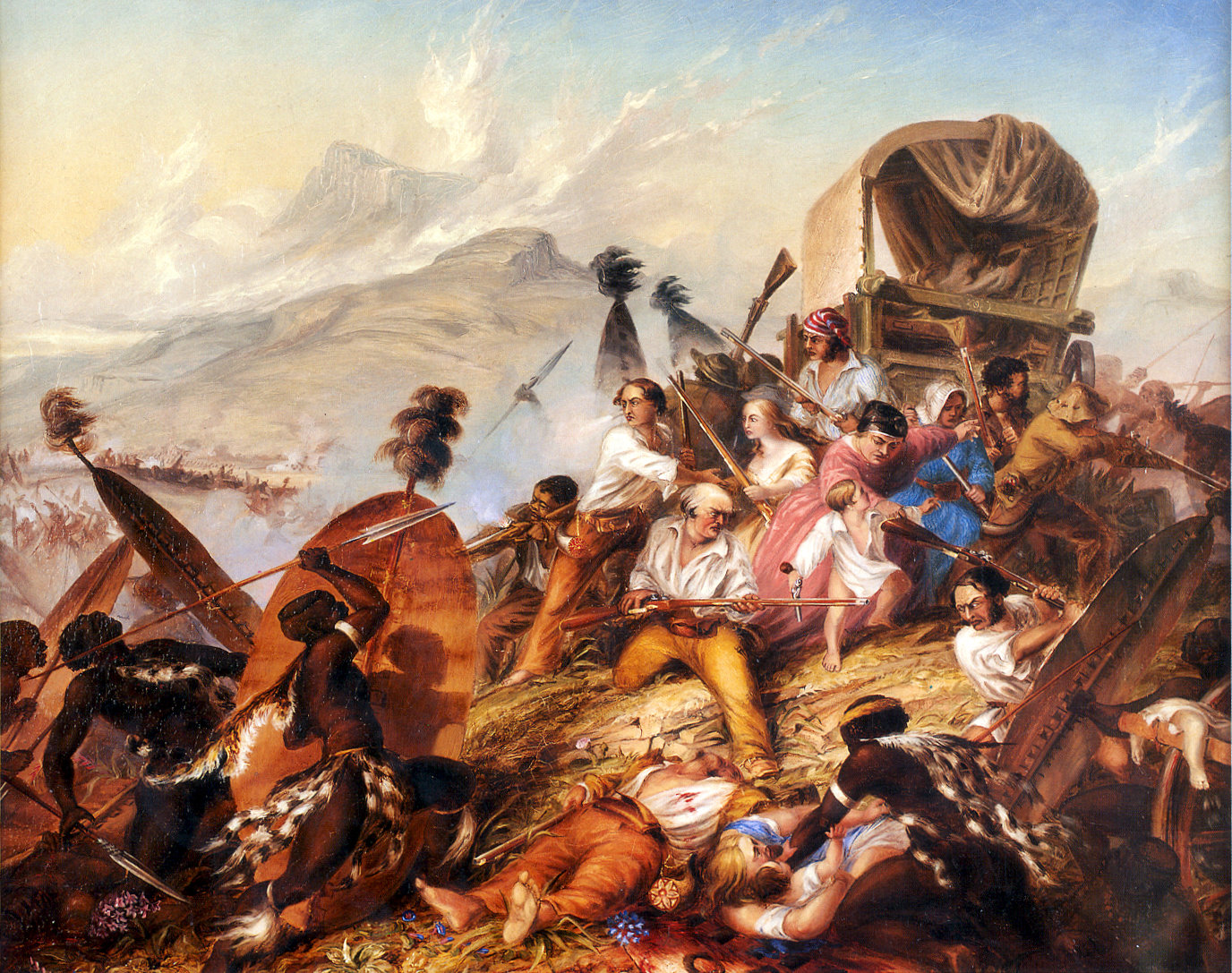
Зулуси (1838)

У 1806 році, під тиском різних сил всередині країни, британський парламент заборонив рабство, у 1833 році це положення було поширене на колонії. Постійні сутички на кордонах, скасування рабства й інші розбіжності з британцями змусили багатьох селян голландського походження (називалися бурами, від нід. «boer» — «селянин») вирушити до так званого Великого треку углиб континенту, на високе плоскогір'я Велд. Там вони зіткнулися з вождівством ндебеле на чолі з Мзіліказі, колишнім сподвижником Шаки, які втекли на захід у ході так званого мфекане — переселення народів, викликаного міжусобними війнами в Південно-Східній Африці (сучасна провінція Квазулу-Наталь). Зрештою, бури заснували в континентальній частині Південної Африки свої держави: Оранжеву Республіку та Трансвааль.

### Англо-бурські війни

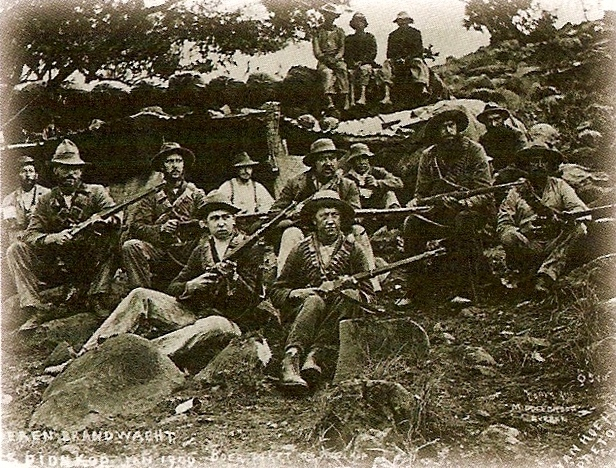
Бурські партизани (1900)

Напруженість між британськими поселенцями і трансваальським урядом призвела до Першої англо-бурської війни. Ганебна поразка під горою Маджуба у 1881 році змусила британців відновити самоуправління у Трансваалі. Друга англо-бурська війна вибухнула у 1899 році, коли трансваальський Президент Поль Крюгер і Високий Комісар Капської колонії Лорд Мільнер не змогли розв'язати суперечку щодо прав «уітлендерів» (британських поселенців). На самому початку бойових дій завдяки високій майстерності воєначальників бурських командос, британці зазнавали однієї поразки за одною. Проте після введення в дію численних експедиційних сил у 1902 році британці змогли здолати опір і перемогти бурів.

#### Перша англо-бурська війна
Давні образи бурів викликали широкомасштабний заколот у Трансваалі (під британським контролем, з 1877 року), що у 1880 році вилився у Першу англо-бурську війну, відому серед африканерів, як «війна за незалежність». Цей конфлікт закінчився майже відразу після блискучої перемоги бурів у битві на горі Маджуба (27 лютого 1881 року). Республіка відновила свою незалежність як Південно-Африканська Республіка (афр. Zuid-Afrikaansche Republiek). Поль Крюгер, один із керівників повстання, став президентом у 1883 році. Тим часом британці, які розглядали свою поразку на Маджубі як прикре непорозуміння, йшли вперед у їх бажанні федералізації та об'єднанні південноафриканських колоній і республік. Вони вбачали в цьому найкращий спосіб прийти до згоди з білою більшістю африканерів, що сприяло б просуванню їхніх великих стратегічних інтересів у регіоні.

#### Друга англо-бурська війна

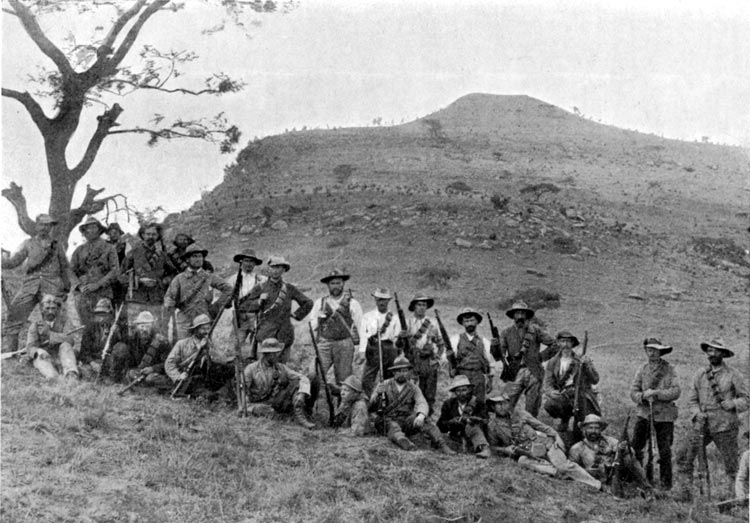
Озброєні бури (1900)

Ситуація досягла своєї кульмінації у 1899 році, коли англійці зажадали виборчих прав для 60 000 іноземних білих у Вітвотерсранді. До цього моменту уряд Крюгера позбавив всіх іноземців права голосу. Крюгер відхилив британські вимоги і закликав до відведення британських військ від кордонів республіки. Коли англійці відмовилися, Крюгер оголосив війну. Розпочалася Друга англо-бурська війна, що тривали довше, ніж перша, а самі британці, навчені гірким досвідом Маджуби, були підготовленими набагато краще. У червні 1900 року здалося останнє з великих бурських міст — Преторія. Однак опір з боку бурських біттерейндерсів тривав протягом двох років із застосуванням партизанської боротьби, у відповідь на яку англійці своєю чергою використали тактику випаленої землі. До 1902 року 26 000 жінок і дітей померли від хвороб і недбалості у концентраційних таборах. 31 травня 1902 року у Ферінігінзі був підписаний мирний договір. Відповідно до його умов, бурські республіки визнавали суверенітет Великої Британії, а англійці у свою чергу, взяли на себе зобов'язання відновлення районів, що перебувають під їхнім контролем.

### Апартеїд та його наслідки
Південно-Африканська Республіка пройшла шлях розвитку значно відмінний від інших африканських націй. Причиною цього є такі два фактори: імміграція з Європи, котра досягла рівня, якого не було в інших африканських державах, і рівень багатства країни на мінеральні ресурси, який зробив цю державу надзвичайно важливою для інтересів Заходу, особливо під час Холодної війни. У результаті чого Південно-Африканська Республіка — дуже розрізнена нація в расовому аспекті. Вона має найбільше населення кольорових (тобто людей, які є нащадками змішаних рас), білих та індійських спільнот в Африці. Чорні південноафриканці складають майже 80 % населення держави.
Расова боротьба між білою меншістю і чорною більшістю відігравала велику роль в історії держави і її політиці, і досягла свого апогею в апартеїді, який був впроваджений у 1948 році Національною партією, хоча сегрегація існувала і до того часу. Закони, котрі визначали апартеїд, почала анульовувати чи скасовувати Національна партія у 1990 році після довгої та інколи жорсткої боротьби (включаючи економічні санкції з боку міжнародної спільноти) чорної більшості, також включаючи деяких білих, кольорових та індійських мешканців ПАР.
Це одна з небагатьох африканських країн, в яких ніколи не було путчів і регулярні вибори проводяться ось уже майже століття, хоча переважна більшість чорношкірого населення не мала виборних прав до 1994 року. Економіка Південно-Африканської Республіки є третьою найпотужнішою на континенті.
Південно-Африканська Республіка часто згадується, як Веселкова Нація — термін, придуманий архієпископом Десмондом Туту, і пізніше використаний тодішнім президентом Нельсоном Манделою, як метафора, щоб описати нове ставлення до культурного різнобарв'я країни, яке почало розвиватися слідом за сегрегаційною ідеологією апартеїду.
Але після відміни апартеїду утисків почали зазнавати вже білі мешканці. Багато з них виїхали з ПАР через реальну загрозу життю, ті ж, хто залишилися, добровільно оселяються в так званих «гетто для білих», бо тільки там можуть почуватися в безпеці[джерело?].

## Політична система
Південно-Африканська Республіка за формою правління є парламентською республікою, глава держави — президент. Державний устрій — унітарна держава.

### Парламент

#### Політичні партії
На парламентських виборах 2 червня 1999 року до парламенту Південно-Африканської Республіки пройшли наступні політичні партії:
- Африканський національний конгрес — 266 місць (66,5 %);
- Демократична партія (ПАР) — 38 місць (9,5 %);
- Інката фрідом парті — 34 місць (8,5 %);
- Нова національна партія — 28 місць (7 %);
- Об'єднаний демократичний рух — 14 місць (3,5 %)[15].

### Зовнішня політика
ПАР — країна-засновник ООН. ПАР є членом низки інтеграційних міжнародних союзів та об'єднань:
- Південноафриканського митного союзу з 1970 року;
- Співтовариства розвитку Півдня Африки з 1992 року;
- Світової організації торгівлі з 1995 року;
- групи БРІКС з 2010 року.

#### Українсько-південно-африканські відносини
Уряд Південно-Африканської Республіки офіційно визнав незалежність України 14 лютого 1992 року, дипломатичні відносини з Україною встановлено 16 березня 1993 року. У Південно-Африканській Республіці (Преторія) діє українське посольство і консульство, а в Києві посольство Південно-Африканської Республіки.

## Адміністративно-територіальний поділ
В адміністративно-територіальному відношенні територія держави поділяється на: 9 провінцій, які поділяються на 52 райони (6 столичних і 46 муніципальних), які, своєю чергою, поділяються на 231 муніципалітет. Столичні муніципалітети виконують функції, як районних, так і місцевих муніципалітетів, водночас.
| Карта | Провінція      | Столиця   | Площа (км²) | Населення (станом на 2007) |
| --- | -------------- | --------- | ----------- | -------------------------- |
| Північно-Західна Північнокапська Гаутенг Лімпопо Мпумаланга Фрі-Стейт Квазулу- · Наталь Східнокапська Західнокапська |                |           |             |                            |
| Східнокапська провінція                                                                                              | Бішо           | 169 580   | 6 527 747   |                            |
| Фрі-Стейт | Блумфонтейн    | 129 480   | 2 773 059   |                            |
| Гаутенг | Йоганнесбург   | 17 010    | 10 451 713  |                            |
| КваЗулу-Наталь | Пітермаріцбург | 92 100    | 10 259 230  |                            |
| Лімпопо | Полокване      | 123 900   | 5 238 286   |                            |
| Мпумаланга | Мбомбела       | 79 490    | 3 643 435   |                            |
| Північнокапська провінція                                                                                            | Кімберлі       | 361 830   | 1 058 060   |                            |
| Північно-Західна провінція                                                                                           | Мафікенг       | 116 320   | 3 271 948   |                            |
| Західнокапська провінція                                                                                             | Кейптаун       | 129 370   | 5 278 585   |                            |
| Загалом | Загалом        | 1 219 080 | 48 502 063  |                            |

Після закінчення апартеїду в 1994 році, «незалежні» і «напівнезалежні» Бантустани були інтегровані в нові політико-адміністративні структури Південно-Африканської Республіки — були скасовані чотири колишні провінції (Капська провінція, Наталь, Orange Free State і Трансвааль) і створені 9 повністю інтегрованих нових провінцій. У цілому, вони менші у розмірах, і їх метою стала якісна робота і взаємодія місцевих органів влади та суспільних прошарків.

## Збройні сили
Чисельність збройних сил у 2000 році становила 61 тис. військовослужбовців. Загальні витрати на армію дорівнювали 1,9 млрд доларам США.

## Економіка
Південно-Африканська Республіка — розвинена індустріальна держава, що входить до 29 найбільших економік світу. Валовий внутрішній продукт (ВВП) у 2006 році становив 587,5 млрд доларів США (21-ше місце у світі), що в перерахунку на одну особу дорівнює 13,3 тис. доларам (54-те місце у світі). Промисловість разом із будівництвом становить 31 % від ВВП держави; аграрне виробництво разом із лісовим господарством і рибальством — 3 %; сфера обслуговування — 66 % (станом на 2006 рік). Зайнятість активного населення в господарстві країни розподіляється наступним чином: 25 % — промисловість і будівництво; 30 % — аграрне, лісове і рибне господарства; 45 % — сфера обслуговування (станом на 2006 рік).
Надходження в державний бюджет Південно-Африканської Республіки за 2006 рік склали 72,2 млрд доларів США, а витрати — 75,9 млрд; дефіцит становив 5 %.
ПАР — найрозвиненіша в економічному плані в Африці. Іноземний капітал займає сильні позиції в економіці. У добувних галузях переважає англійський капітал, у нафтопереробній, автомобільній — капітал транснаціональних компаній країн Західної Європи і США. Провідні галузі промисловості — гірнича (найбільший світовий продуцент платини, золота, хрому), автомобільна, металообробна, металургійна, машинобудівна, хімічна, нафтопереробна, цементна, текстильна, харчова. Сильні позиції ПАР на світовому ринку визначаються передусім багатством її надр.

### Валюта
Національною валютою країни слугує ранд. У 2006 році за 1 долар США (USD) давали 6,8 ранда.

### Промисловість
Головні галузі промисловості: гірнича, чорна і кольорова металургія, машинобудівна, хімічна, харчова і текстильна.

### Гірнича промисловість
Видобуток нафти в 2004 році становив 230 тис. барелів на добу, або 13,3 млн тонн на рік.

### Енергетика
За 2004 рік було вироблено 227,2 млрд кВт·год електроенергії (експортовано 12,4 млрд кВт·год); загальний обсяг спожитої — 207 млрд кВт·год (імпортовано 8,1 млрд кВт·год).
У 2006 році споживання нафти склало 502 тис. барелів на добу (398 тис. з яких імпорт), природного газу — 2,2 млрд м³.

### Агровиробництво
У сільськогосподарському обробітку знаходиться лише 10 % площі держави. Головні сільськогосподарські культури: кукурудза (10 млн тонн на рік), пшениця (2,7 млн тонн), сорго, соняшник, цитруси, тютюн, арахіс, виноград, цукрова тростина.
З приходом демократії в 1994 році південноафриканська виноробна промисловість отримала змогу експортувати вино, і в 2019 році експорт досяг 320 мільйонів літрів. У даний час понад 2873 фермери обробляють близько 92 067 гектарів землі під виноградною лозою. Близько 300 000 людей працюють як безпосередньо, так і опосередковано у виноробній галузі. Річний урожай у 2018 році склав 1 243 598 тонн (960,2 млн л), з яких 86 % було використано на вино. Річний урожай у 2019 році склав 1 247 522 т (973,6 млн л), з яких 86 % було використано для вина.
Велике значення має тваринництво. Країна знаходиться південніше зони поширення мухи це-це. Поголів'я великої рогатої худоби становить 13 млн голів, овець — 29 млн (10-те місце у світі), кіз — 6,5 млн.
Щорічно в прибережних водах виловлюють 570 тис. тонн риби. Особливо багаті на неї води холодної Бенгельської течії поблизу західного узбережжя.

### Транспорт

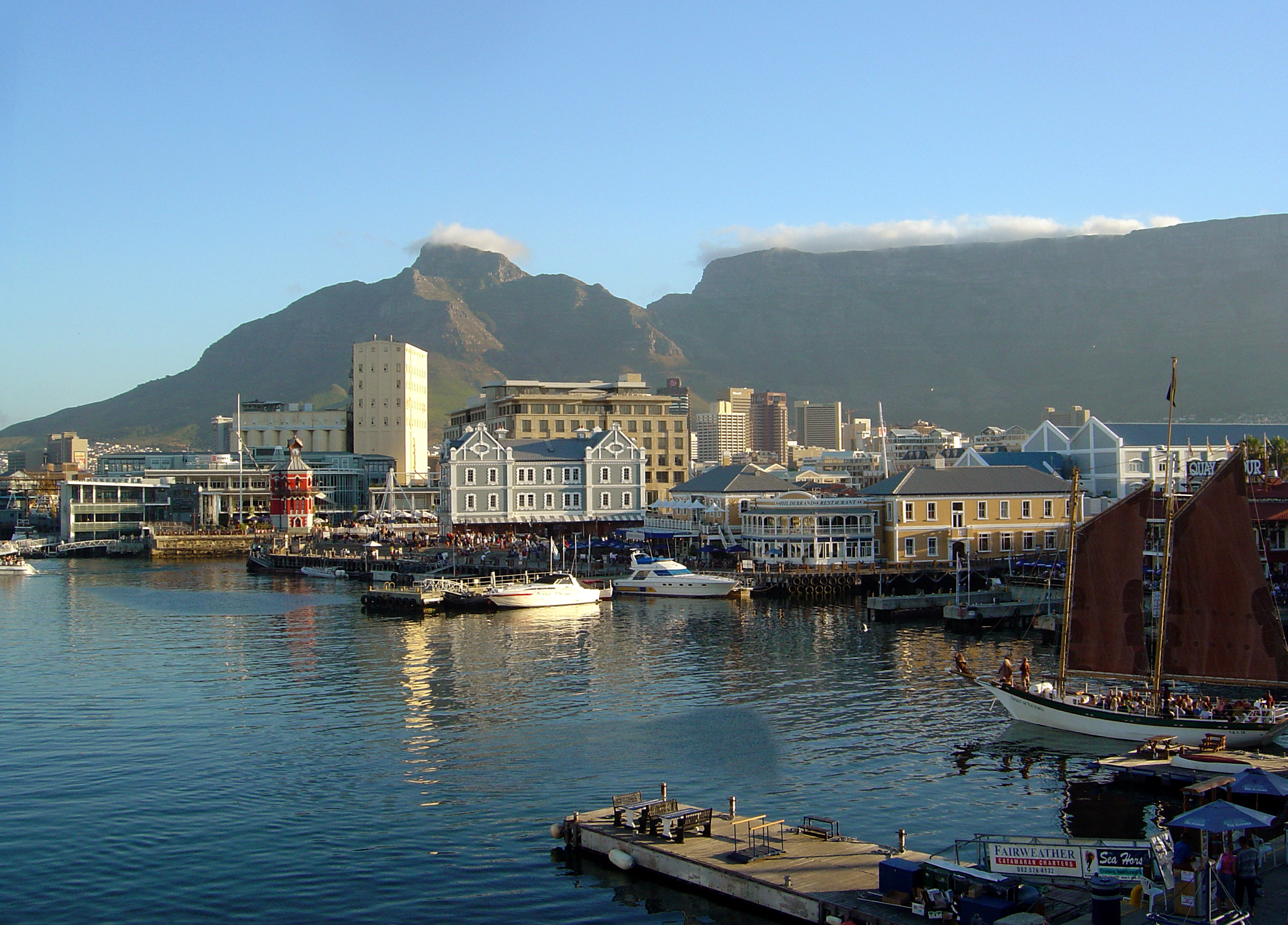
Гавань Кейптауна

У 1989 році у Південній Африці був встановлений світовий рекорд: найдовший та найважчий поїзд в історії залізниці, який перевозив залізну руду і подолав 861 км від копалень у Сішені до морського порту Салданья, за 110 км від Кейптауна. Довжина поїзда, що отримав назву «Monster», склала 7 281 м (це майже 70 футбольних полей), вага поїзда — 70 000 тонн. Поїзд складався з 660 вагонів під тягою 9 локомотивів. Цей рекорд був побито австралійською компанію «BHP Billiton» у 2001 році, яка запустила найдовший в історії поїзд довжиною у неймовірні 7353 метри і складалася з 682 вагонів та 8 тепловозів. Склад перевіз залізну руду від копалень Янді до Порт-Хедленда у Західній Австралії.

### Туризм
У 1997 році Південно-Африканську Республіку відвідало 5 млн іноземних туристів, що дало прибуток у 2,1 млрд доларів США.
Найпопулярніші місця, що відвідують туристи:
- Кейптаун і Капський півострів
- Йоганнесбург
- Національний парк Крюгер
- Острів Роббен
- Блайд Рівер Каньйон — природний заповідник

### Зовнішня торгівля
Основні торговельні партнери Південно-Африканської Республіки: Китай, Японія, Німеччина, Індія, США, Велика Британія, Франція, Саудівська Аравія.

Структура експорту ПАР, 2014 рік
Зовнішньоекономічні партнери (експорт), 2014 рік
Структура імпорту ПАР, 2014 рік
Зовнішньоекономічні партнери (імпорт), 2014 рік

Держава експортує: мінеральна сировина, метали, алмази, золото, сільськогосподарська продукція, харчові вироби. Основні покупці 2006 року: Японія (7 %); Італія (6 %); США (6 %), Німеччина (5 %), Велика Британія (5 %). 2014 року перша п'ятірка змінила вигляд: Китай (16 %) + Гонконг (5 %), Японія (7 %), США (5 %), Індія (5 %), Німеччина (5 %), Велика Британія (5 %). 2006 року вартість експорту склала 36 млрд, а 2014 вже 111 млрд доларів США.
Держава імпортує: промислові вироби, нафтопродукти, харчові продукти. Основні імпортери: Німеччина (13 %); Японія (7 %); Італія (4 %), Франція (3 %). 2014 року перша п'ятірка змінила вигляд: Китай (16 %), Саудівська Аравія (8 %), Німеччина (8 %), США (7 %), Нігерія (5 %). 2006 року вартість імпорту склала 28 млрд, а 2014 вже 91 млрд доларів США.

## Населення
Населення держави в липні 2020 року становило 59 308 690 осіб (25 місце у світі). Густота населення: 35,8 особи/км² (132 місце у світі). Згідно зі статистичними даними за 2006 рік, народжуваність 18,2 ‰; смертність 22 ‰; природний приріст 3,8 ‰.
Вікова піраміда населення виглядає наступним чином (станом на 2006 рік):
- діти віком до 14 років — 29,7 % (6,6 млн чоловіків, 6,5 млн жінок);
- дорослі (15—64 років) — 65 % (14 млн чоловіків, 14,8 млн жінок);
- особи похилого віку (65 років і старіші) — 5,3 % (0,9 млн чоловіків, 1,4 млн жінок).

### Урбанізація

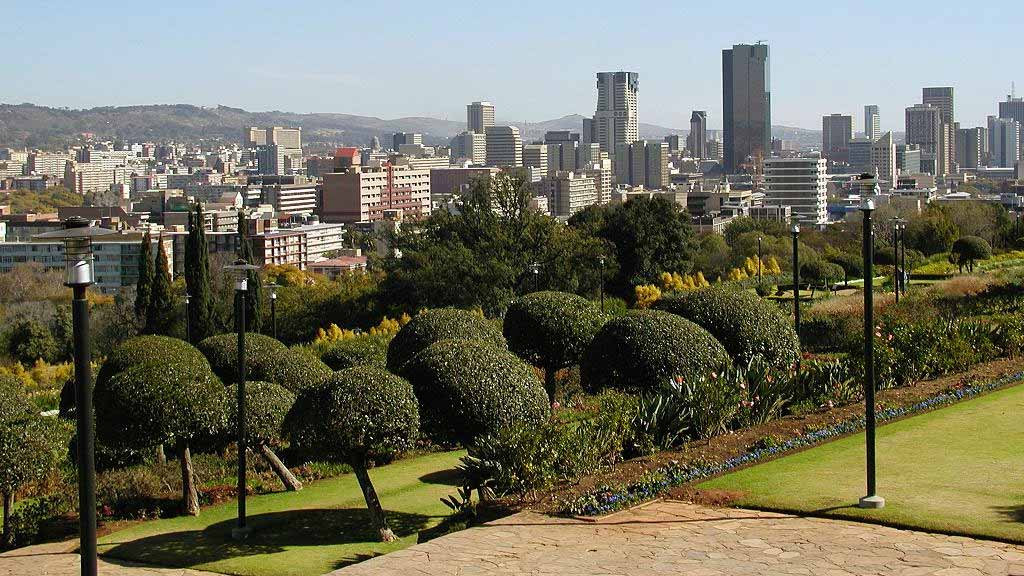
Центральна частина міста Преторія

Рівень урбанізованості достатньо високий, у 1996 році склав 55,4 %. Головні міста держави: Кейптаун (2,4 млн осіб), Йоганнесбург (1,9 млн осіб), Преторія (1,1 млн осіб).

### Етнічний склад
Головні етноси, що складають південноафриканську націю: народи банту — 75 %, європейці — 13 %, метиси — 8,5 %.

### Мови

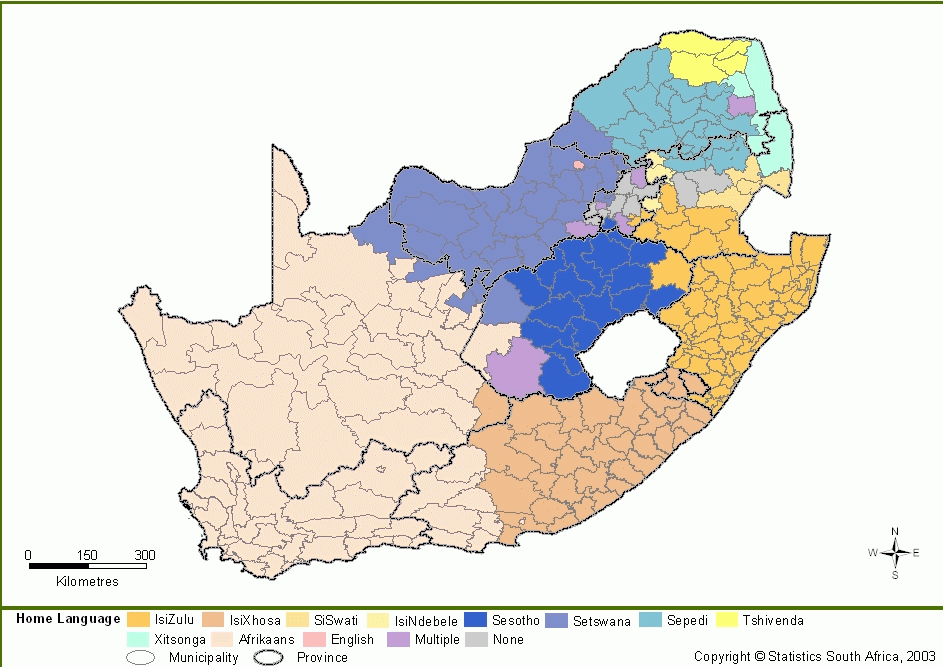
Мови ПАР

Одинадцять мов мають офіційний статус, закріплений конституцією. Дві з цих мов мають європейське походження: африкаанс, мова, яка виникла на основі голландської, якою спілкується більшість населення Південної Африки, а також південноафриканська говірка англійської. Хоча англійська мова відіграє велику роль у громадському та комерційному житті, проте є лише п'ятою за використанням як рідна.

### Релігії
Головні релігії держави: християнство — 79,8 % населення, іслам — 1,5 %, індуїзм — 1,2 % (згідно з переписом 2001 року).
У Південно-Африканській Республіці представлено широкий спектр релігій та віросповідань. Багато релігійних доктрин переплітаються з етнічними і регіональними відмінностями та особливостями мешканців Південної Африки. Послідовники традиційних спіритичних віровчень представлені койсанами (Khoisan) і банту (Bantu), тоді як найпоширенішими є послідовники християнських віровчень, представлені голландськими, а пізніше, британськими поселенцями. Іслам поширювався серед малайських (Cape Malay) рабів завезених голландськими поселенцями, індуїзм був привнесений, згодом, слугами, яких імпортували з Індійського субконтиненту, а буддизм завезли індійські і китайські іммігранти. Віра Бахаї була ввезена 1911 року після переселення бахаїв із Канади, Сполучених Штатів та Німеччини. Юдаїзм у Південній Африці, з'явився якийсь час опісля відкриття мису Доброї Надії, за активної участі гєбрейських астрономів і картографів у португальському відкритті морського шляху до Індії. Вони допомагали Бартоломеу Діашу і Вашко да Гамі, які першими здійснили навколосвітню подорож, й побували поблизу мису Доброї Надії в 1488 і 1497 роках, але найбільше поселення євреїв почалося у 1820-х роках.
| Релігія                        | Послідовники | %     | Послідовники | %     |
| Релігія                        | 2001         | 2001  | 2007         | 2007  |
| ------------------------------ | ------------ | ----- | ------------ | ----- |
| Християнство                   | 35 750 641   | 79,77 | 29 684 861   | 73,52 |
| Атеїзм                         | 6 767 165    | 15,1  | 3 262 428    | 8,08  |
| Інші общинні                   | 283 815      | 0,63  |              |       |
| Буддизм                        |              |       | 12 113       | 0,03  |
| Іслам                          | 654 064      | 1,46  | 585 460      | 1,45  |
| Не визначилися                 | 610 974      | 1,36  |              |       |
| Індуїзм                        | 551 668      | 1,23  | 504 707      | 1,25  |
| Африканські традиційні релігії | 125 898      | 0,28  | 6 056 487    | 15    |
| Юдаїзм                         | 75 549       | 0,17  | 68 640       | 0,17  |

Зрештою, як випливає з переписів населення — переважна більшість населення країни сповідує християнство, майже 80 % населення. До них належать:
- 11,1 % — послідовники релігійної течії «християн Сиону» (Zion Christian)
- 8,2 % — п'ятдесятники (Pentecostal (Charismatic))
- 7,1 % — римо-католики (Roman Catholic)
- 6,8 % — методисти (Methodist)
- 6,7 % — голландські реформатори (Dutch Reformed)
- 3,8 % — англіканська церква
- 36 % — інші християнські віровчення[26][27].

Не існує підтверджених доказів того, що іслам, був відомий племенам зулу, сісваті або кхоса на східному узбережжі до колоніальної епохи. Зате, більшість південноафриканських мусульман уже з'явилися опісля «відкриття» цих територій й нарекли їх «кольоровими» (Coloureds), особливо їх багато в Західній Капській провінції, оскільки їх предків завезли, як рабів, з індонезійського архіпелагу (або ще називають їх «малайці»). Інші послідовники вчення пророка Мохамеда — індійці, особливо їх багато в провінції Квазулу-Наталь, у тому числі ті, чиї предки перебралися сюди як торговці з Південної Азії; вони на тій землі гуртувалися ще з інших частин Африки, а також тут мешкають і «білі» або «чорні» південноафриканці з новонавернених мусульман. Демографи відмічають, що іслам є найбільш швидко зростаючою релігією в країні, і число «чорних» мусульман зростає в шість разів швидше за інші релігійні вчення з 12 000 в 1991 році до 74 700 в 2004 році.

### Охорона здоров'я
Середня тривалість життя в 2016 році становила 63,6 року. Смертність немовлят до 1 року становила 8,11 ‰ (станом на 2017 рік). Населення забезпечене місцями в стаціонарах лікарень на рівні 1 ліжко-місце на 1650 жителів. Витрати на охорону здоров'я на душу населення на 2018 рік становили 428 доларів США. Значення індексу людського розвитку на 2017 рік становило 0,7. Материнська смертність на 100 тисяч живих народжень станом на 2017 рік становила 119. Загальний коефіцієнт народжуваності (народження на одну жінку) упродовж 2015—2020 років становив 2,4.
Країна має одну з найвищих у світі захворюваність на ВІЛ-інфекцію/СНІД, з цією хворобою там проживає станом на 2018 рік 7 млн 700 тисяч людей. Передбачувана кількість людей, які заразилися ВІЛ становить 220 тисяч. Станом на 15 березня 2021 року зареєстровано 1 529 420 підтверджених випадків коронавірусної хвороби 2019 року, з яких 51 326 закінчилися смертю.

### Освіта

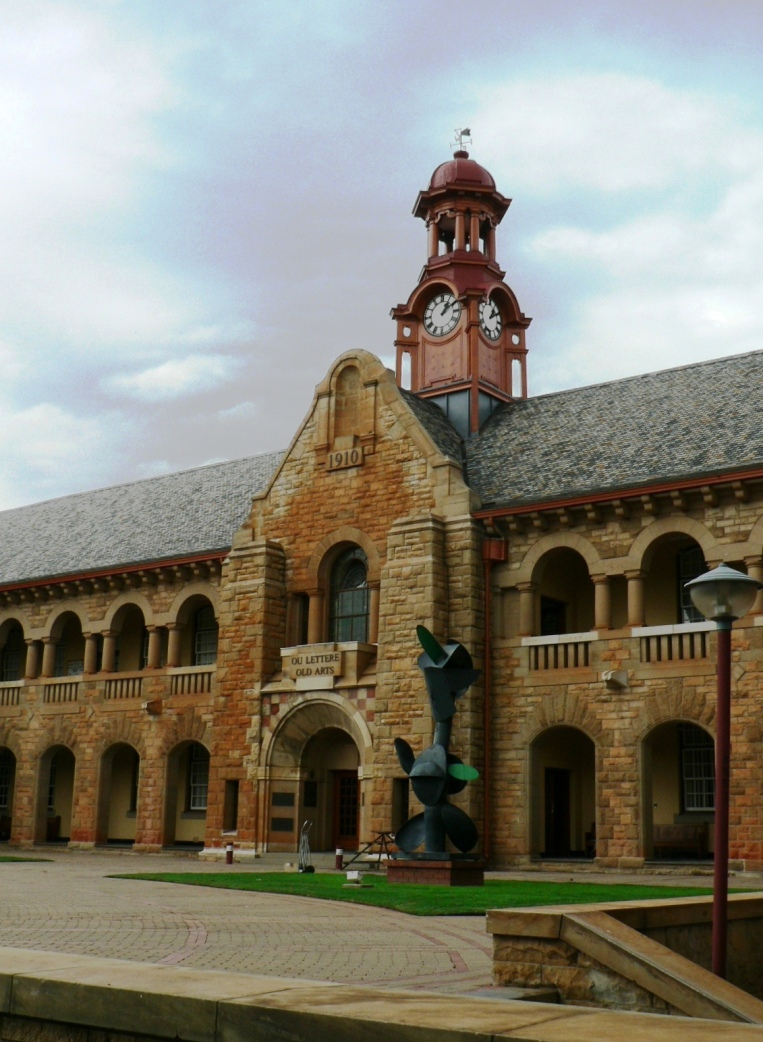
Університет Преторії

Рівень письменності в 2003 році становив 86,4 %: 87 % серед чоловіків, 85,7 % серед жінок.
Витрати на освіту в 1996 році становили 3,5 % від ВВП.

### Інтернет
У 2001 році всесвітньою мережею Інтернет у Південно-Африканській Республіці користувались 1,8 млн осіб.

## Культура

### Кухня
Південноафриканська кухня є дуже різноманітною і являє собою справжній мікс мексиканської, європейської, східної та традиційної африканської кухонь. Місцева кухня славиться м'ясом, сезонне полювання популярне серед місцевих жителів та туристів.
М'ясні страви: більтонг — в'ялена яловичина, дичина та м'ясо страусів; сосатіс — місцевий варіант шашлика; бурворс — домашні ковбаски; бурський пиріг із курятини; боботи — теляча запіканка з родзинками, яблуками, мигдалем, карі та травами.
З гарнірів найпопулярніші: пап — кукурудзяна каша з підливою із бур'янів шебу; умнгкушо — рагу з подрібнених кукурудзяних зерен, солодких бобів, вершкового масла, ріпчастої цибулі, картоплі, червоного перцю та лимона; машогж — гусінь, яка живе на деревах мопані, котру смажать з арахісом та перцем; тшуку — смажені терміти тощо.
Десерти: рисовий пудинг, пиріг із молочним кремом (мілктерт) і фрукти — ананаси, банани, манго.
Найпопулярнішим напоєм серед місцевих жителів вважається імбирне пиво. Каву в ПАР варять не міцну і подають із молоком, як і більшість сортів чаю. Південна Африка відома своїми смачними та недорогими винами: Кейп Рислінг (Cape Riesling), Штейн (Stein), Гевюрцтремінер (Gewurztraminer), Букттраубе (Bukettraube), Лейт Харвест (Late Harvest), Прем'єр Гран Крю (Premier Grand Cru), Совіньйон Блан (Sauvignon Blan), Коломбар (Colombard) і багато інших.

### Наука

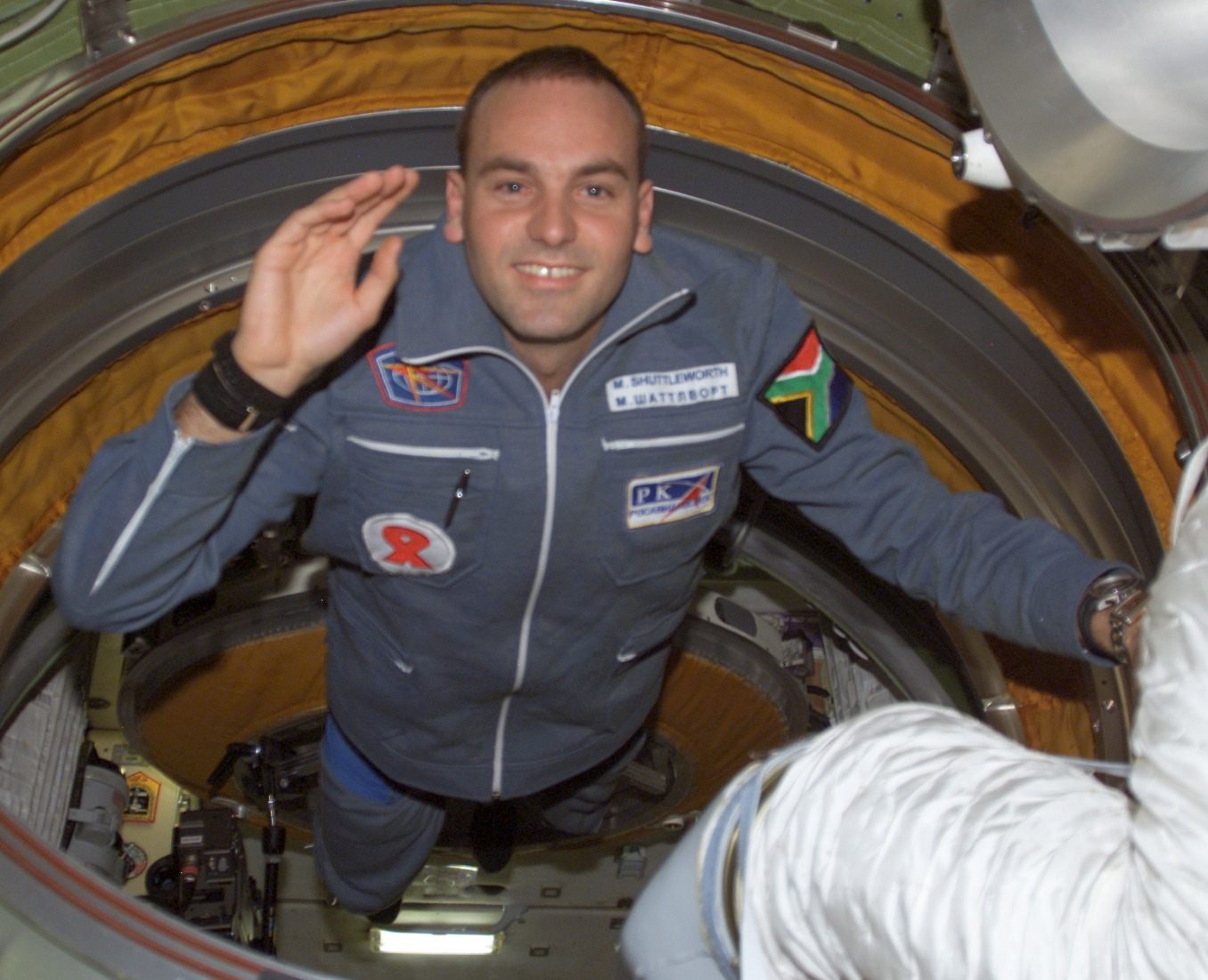
Марк Шаттлворт, перший африканець у космосі

Ряд важливих науково-технічних досягнень походять із ПАР. Перша пересадка серця від людини до людини була виконана кардіохірургом Крістіаном Барнардом у 1967 році. Максом Тейлером було розроблено вакцину проти жовтої гарячки. Аарон Клуг впровадив техніку кристалографічної електронної мікроскопії. Ці досягнення були удостоєні Нобелівських премій. Марк Шаттлворт заснував компанію Тавте (Thawte) з інтернет-безпеки, що згодом була викуплена світовим лідером Верісайном (VeriSign). У ПАР знаходиться південноафриканський великий телескоп, найбільший оптичний телескоп у південній півкулі. Зараз Південно-Африканська республіка будує телескоп MeerKAT у рамках проєкту радіоантени, площею квадратний кілометр.

### Спорт

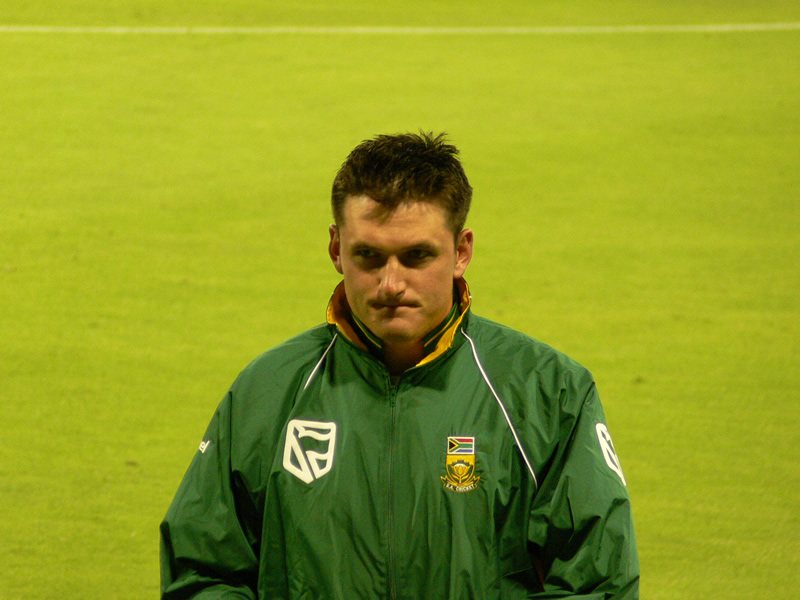
Грем Сміт, нинішній капітан збірної ПАР із крикету

У Південно-Африканській Республіці найпопулярніші види спорту — Футбол, регбі і крикет. Крім того, значну підтримку мають плавання, легка атлетика, гольф, бокс, теніс та нетбол. Хоча футбольні команди отримують найбільшу увагу від молоді країни, але й в інших видах спорту спостерігаються суттєві зміни, особливо в баскетболі, серфінгу і скейтбордингу. Спортивний рух у Південній Африці розвивається завдяки громадським та суспільним інституціям, окремими випадками ще є вплив етнічних груп на певні види спорту, що пов'язане з наслідками негативних тенденцій у суспільстві за часів апартеїду. Так для прикладу, найпопулярнішим видом серед чорношкірого населення, є футбол, оскільки цей вид спорту найменше постраждав від расових сегрегацій владних інституцій у ті часи, на відміну від регбі чи крикету, або ж легкої атлетики.
Відомі боксери країни — Бебі Джейк Якоб Матлала (Baby Jake Jacob Matlala), Вуяні Банґу (Vuyani Bungu), Велком Нкіта (Welcome Ncita), Дінгаан Фобела (Dingaan Thobela), Джеррі Кутзее (Gerrie Coetzee) і Браян Мітчелл (Brian Mitchell). У 1979 році у «Формулі-1» сенсаційно став чемпіоном світу південно-африканець Джоді Шектер (Jody Scheckter). Відомі світу гравці крикету з Південної Африки — Гершеле Ґіббс (Herschelle Gibbs), Грем Сміт (Graeme Smith), Жак Калліс (Jacques Kallis), ДжіПі Думіні (JP Duminy). Більшість із них виступають у найпрестижнішій та популярнішій Індійській Прем'єр-лізі (Indian Premier League).
На Олімпіадах спортсмени з Півдня Африки не добивалися значних успіхів, що пов'язано, знову ж таки, з періодом стагнації в часи апартеїду та вимушеної тоді ізоляції спортивних (і не тільки) структур країни відносно міжнародних зустрічей та змагань. Ще в далеких 1920-х роках спортсмени з Південної Африки здобували золоті медалі на олімпіадах. І лише по закінченні епохи апартеїду світовий спорт починає відкривати для себе спортсменів із Півдня Африки. Так, у 2004 році олімпійська команда з плавання — Роланд Шуман (Roland Schoeman), Ліндон Фернс (Lyndon Ferns), Даріан Таунсенд (Darian Townsend) і Рік Нетлінґ (Ryk Neethling) сенсаційно здобули золоту медаль на Олімпійських іграх 2004 року в Афінах, одночасно встановивши світовий рекорд на дистанції 4 × 100 вільним стилем. А Пенні Гейнс (Penny Heyns) вигравала олімпійське золото у 1996 році на Олімпійських іграх в Атланті — заклала почин відомої уже «школи плавання» Південної Африки. У гольфі Ґарі Плаєр (Gary Player), вважається одним із найвеличніших гравців усіх часів, котрий, завоювавши кубок Кар'єра Великого Шолома (Career Grand Slam), є одним із п'яти гравців, які цього досягли. Інші південноафриканські гольфісти, що вигравали великі гольфові турніри — Боббі Локе (Bobby Locke), Ерні Елс (Ernie Els), Ретіф Гусен (Retief Goosen) і Тревор Іммельман (Trevor Immelman).
Після закінчення епохи апартеїду Південно-Африканський спорт став повноцінним учасником світового спортивного руху, тому, починаючи з 1995 року в країні почали систематично проводити різні міжнародні представницькі змагання з різних видів спорту. Найвідоміші з яких: Кубок світу з регбі в 1995 році (Rugby World Cup), Кубок африканських націй із футболу (African Cup of Nations) в 1996 році, Кубок світу з крикету (Cricket World Cup) у 2003 році і світова серія «Twenty20» Чемпіонат світу з крикету (World Twenty20 Championship) у 2007 році. Південна Африка у 2010 році була господарем фінального турніру Чемпіонату світу з футболу 2010 року (2010 FIFA World Cup), який вперше провадиться на африканському континенті.

#### Футбол
Збірна Південно-Африканської Республіки з футболу, яку вболівальники нарекли «Бафана Бафана» (що на мові isiZulu — «наші хлопці»), після закінчення епохи апартеїду і відновлення членства в ФІФА — двічі брала участь у фінальних турнірах Чемпіонату світу з футболу (1998 і 2002 років). Відомі футболісти, які грали в відомих іноземних клубах (здебільшого Європи): Лукас Радебе (Lucas Radebe) і Филимона Masinga (Philemon Masinga) грали в «Лідс Юнайтед», Кюінтон Фортуне (Quinton Fortune) — грав «Атлетіко (Мадрид)» і «Манчестер Юнайтед», Бенні МакКарті (Benni McCarthy) — виступав за «Аякс», «Порту» і «Блекберн Роверс», Аарон Мокоена (Aaron Mokoena) — виступав за «Аякс», «Блекберн Роверс» і «Портсмут»), Делрон Баклі (Delron Buckley) — грав у «Боруссія Дортмунд» і Стівен Пінаар (Steven Pienaar) — виступав за «Аякс» і «Евертон».

#### Регбі

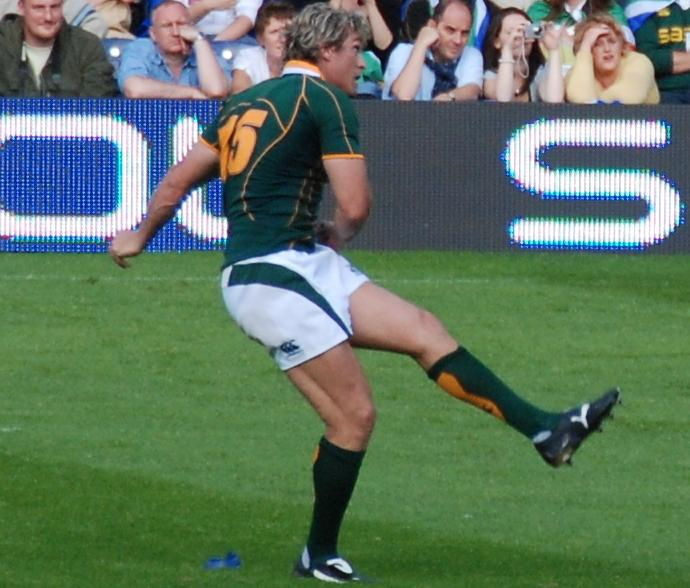
Персі Монтгомері, відомий південноафриканський регбіст, чемпіон світу 2007 року.

Найважливішим видом спорту в «білих» південноафриканців це регбі, а потім уже йде крикет. Регбі популярне також і серед африканців, у той час як крикет грають і по сьогодні більш традиційно «англомовні білі». Найбільші спортивні успіхи «Спрінґбокс» (Springboks), національної збірної Південної Африки з регбі сталися по тому, як їм було дозволено брати участь у міжнародних турнірах з 1995 року, після закінчення епохи апартеїду й у своєму першому офіційному міжнародному турнірі представницького класу вони здобули Кубок світу з регбі в 1995 році, згодом уже у 2007 році їм підкорилася ця ж вершина в Франції. Південна Африка також підготувала численну плеяду регбістів світового класу, в тому числі Франсуа Піенаар (Francois Pienaar), Йост ван дер Вестгюзен (Joost van der Westhuizen), Дані Крейвен (Danie Craven), Фрік дю През (Frik du Preez), Наас Бота (Naas Botha) і Браян Габана (Bryan Habana). Багато інших відомих регбістів грають в одній із найсильніших регбійних ліг світу — Національній лізі регбі «Керрі Кап» (Currie Cup), деякі з цих команд грають в одній із найсильніших командних ліг світу — міжнародній лізі трьох південних велетнів регбі (SANZAR) — «Super Rugby» (чи Super 15).

## Цікаві факти
- ПАР — єдина африканська країна, яка входить у G20 клуб урядів і глав центральних банків країн з найбільш розвиненою економікою і такою, що розвивається. Водночас країна поки не входить у двадцятку найбільших економік світу.
- ПАР має три офіційні столиці — Преторія (адміністративна), Кейптаун (законодавча) та Блумфонтейн (судова).
- Найбільше місто країни Йоганнесбург не має особливого статусу.